# Кролевець
Кроле́ве́ць[⇨] (МФА: [kroˈɫeˈʋɛt͡sʲ] ( прослухати)) — місто в Україні на Сіверщині, у Сумській області, колишній центр однойменного району, теперішній центр Кролевецької міської громади, з 4 січня 2017 року. Населення — 20 132 осіб (на 1 січня 2024 року).

## Географія
Місто Кролевець знаходиться на лівому березі річки Реть в місці впадання в неї річки Свидня. Через місто проходять автомобільні дороги М02, E101, Т 2503, Т 1907 та залізниця (станція Кролевець). До обласного центру м. Суми — 149 км.
Через північно-західну околицю протікає річка Рудка.

## Назва
На початку XVII ст. ця місцевість перебувала під владою Речі Посполитої, тому й легенда розповідає, що саме тут, на берегах річки Свидні, до якої впадають Калище та Добра Вода, полював польський король, але так сталося, що він залишився сам на сам із диким кабаном. Підоспіла варта врятувала короля. Тому, на знак свого порятунку, саме на цьому місці король заснував місто. Малоймовірно, щоб польський король їхав сюди, за кілька тисяч кілометрів, на полювання. Проте Кролевець самим своїм ім'ям вказує, що був заснований Королем (польське слово «król» означає «король»).
Побутують два варіанти наголосу: Кроле́вець і Кролеве́ць.

## Історія

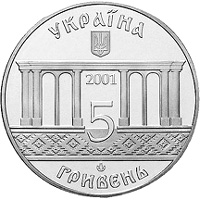
Ювілейна монета, присвячена 400-річчю міста (аверс)

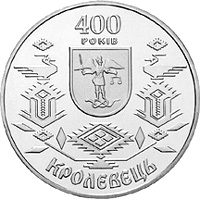
Ювілейна монета, присвячена 400-річчю міста (реверс)

У літописі під 1160 роком згадано місто Зартий, яке було на місці нинішнього Кролевця. Під назвою Кролевець місто засноване 1601 року переселенцями з Правобережної України, назване на честь короля (круль — польською король). Швидкому зростанню міста сприяло розміщення його на перехресті двох торгових шляхів, що вели з Москви до Києва: одного — через Калугу, Стародуб, Новгород-Сіверський та другого — через Тулу, Орел, Глухів. За Деулінським перемир'ям 1618 року Кролевець відійшов до Польщі, його осаджував польський шляхтич Щенсни Вишель. 1632 року значилося як повітове місто, 1644 король Владислав IV надав місту магдебурзьке право.

Із початком Національно-визвольної війни Кролевець став центром Кролевецької сотні, яка входила до складу Ніжинського полку. 1657 року кролевецькі козаки виступили проти гетьмана Івана Виговського. Наприкінці 1663-го Кролевець захопило об'єднане військо польського короля Яна Казимира та правобережного гетьмана Павла Тетері, але в лютому 1664 року місто відбив московський воєвода Григорій Ромодановський (?—1682). Під час війни між правобережним гетьманом Петром Дорошенком і лівобережним гетьманом Іваном Брюховецьким Кролевець було спалено. Польща довго не хотіла відмовлятися від Кролевця й остаточно віддала його Росії лише 1686. Данський посол Юст Юль (Just Juel, 1664—1715) так описував Кролевець 1711 року: 
|  | Королевець... це гарне велике місто, але зі старими занепалими валами. Лежить воно серед лісу; по обидва боки від в'їзду в місто розкинулися два великі озера, які кишіли осетром. В місті всюди чепурні, добре збудовані, охайні будинки і добре прокладені вулиці — нічого такого я в Московії жодного разу не бачив. Люди (тут) живуть у хатах з виходом на вулицю, як у Данії — на противагу московитам, які завжди будують хати у глибині подвір'я. Перед молебнем або богослужінням у церкві дзвонять тут, як у нас, у три голоси, а під час самої відправи зрідка подзвонюють. Хоча всі козаки, як і московити, дотримуються грецької віри, саме так вони скликають людей до церкви, тоді як у Московії ніколи впорядковано не дзвонять, а просто калатають у дзвони . |

У 1730-ті Кролевець став центром церковно-адміністративної одиниці — Кролевецької протопопії. Величезне значення для міста мав Хрестовоздвиженський ярмарок, на який приїздили купці з Росії, Польщі, Пруссії, а самі кролевчани називали його «всесвітнім». Лише наприкінці XVIII сторіччя ярмарок поступово втратив своє значення, але ще й у першій чверті XIX століття посідав за масштабом четверте місце в Україні.
У XIX сторіччі поблизу Кролевця були великі бурякові плантації цукрозаводчиків Миколи Терещенка (1856—1911) та князів Долгоруких. Частину прибутків від них Терещенко витрачав на доброчинність, зокрема давав кошти на розвиток освіти та охорони здоров'я.
Про славне минуле міста та розвинену торгівлю свідчить герб Кролевця, ухвалений у червні 1782 року: на синьому тлі вбраний воїном архангел Михаїл тримає у правій руці меч, а в лівій — терези, стоїть він на чорному змії, зав'язаному вузлом.
З 1782-го Кролевець став повітовим центром, від 1796 по 1803 рік був заштатним містом, потім знову центром повіту, а згодом і районним центром. 1860 року в місті жило 7209 осіб, а 1913 року — 16500 осіб.
У роки столипінської реформи чимало селян із Кролевеччини виїхали на Далекий Схід, у Приамур'я.
У роки Другої світової війни на Кролевеччині було створено партизанський загін, який у лютому 1942 увійшов до складу партизанського з'єднання Сидора Ковпака (1887—1967).

## Населення

### Національний склад
Розподіл населення за національністю за даними перепису 2001 року:
| Національність  | Відсоток |
| --------------- | -------- |
| українці        | 94,98 %  |
| росіяни         | 4,39 %   |
| білоруси        | 0,19 %   |
| інші/не вказали | 0,44 %   |

### Мова
Розподіл населення за рідною мовою за даними перепису 2001 року:
| Мова            | Чисельність, осіб | Доля    |
| --------------- | ----------------- | ------- |
| Українська      | 23 884            | 95,14 % |
| Російська       | 1 173             | 4,67 %  |
| Білоруська      | 14                | 0,06 %  |
| Вірменська      | 6                 | 0,02 %  |
| Румунська       | 4                 | 0,02 %  |
| Болгарська      | 4                 | 0,02 %  |
| Інші/Не вказали | 18                | 0,07 %  |
| Разом           | 25 103            | 100 %   |

## Економіка
Кролевець сьогодні — промислове місто. У районі діють підприємства: ЗАТ «Кролевецький арматурний завод», ВАТ «Кролевецький ремонтно-механічний завод», заводи силікатної цегли, комбікормовий, маслозавод, льонозавод, фабрика «Восход», яка випускає меблі та супутні товари, СП «Якста», «Якарм», виробничо-комерційні підприємства, найбільші з яких «Промбудторгмаш», «Торгсервіс». Робота хлібозаводу була припинена навесні 2013 року.
Найкращі традиції кролевецьких майстрів художнього ткацтва збереглися до наших днів, їх розвиває й примножує колектив Кролевецької фабрики «Художнє ткацтво». Нині тут працюють над проблемами реконструкції підприємства, відродження старовинного мистецтва художнього ткацтва, розширення асортименту виробів.
За останні роки в місті особливо розвинулися комерційна діяльність і підприємництво.
Через Кролевець проходить залізниця та автомагістраль Київ — Москва, що сприяє припливу сюди представників комерційних та підприємницьких структур з інших регіонів держави.
У грудні 2018 року відкрито текстильну фабрику концерну «Ярослав».

### Кролевецький комбінат хлібопродуктів
Кролевецький комбінат хлібопродуктів, який є філією ПАТ «ДПЗКУ», уведений в експлуатацію 1987 року. До складу підприємства входить комплекс виробничих споруд зі зберігання зерна, виробництва борошна, комбікормів, макаронів. Види діяльності підприємства: виробництво та реалізація борошна пшеничного сортового, макаронних виробів, комбікорму для всіх видів та вікових груп птиці, свиней, ВРХ та риби; закупівля продовольчого та фуражного зерна, білкових та мінеральних компонентів, преміксів. Елеватор загальною місткістю 54 тис. тонн має можливість приймати зерно з автомобільного та залізничного транспорту. Млинзавод продуктивністю переробки зерна до 500 тонн на добу працює за швейцарською технологією фірми BUHLER A.G. на 75 % хлібопекарському помелові. Його потужність становить 114,5 тис. тонн борошна в рік зі встановленим виходом: вищого ґатунку — 45 %, першого — 15 %, другого — 15 %. Млинзавод працює в автономному режимі. Потужність комбікормового заводу становить 250 т/добу (76 тис. т/рік) розсипних комбікормів, у тому числі 66 тис. т/рік — гранульованих. До складу підприємства входить цех з виготовлення макаронних виробів.

## Пам'ятки

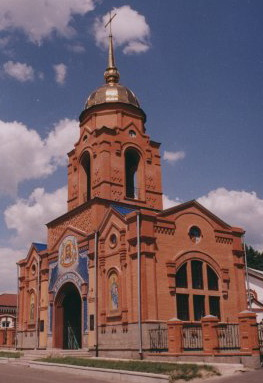
Спасо-Преображенська церква

- Спасо-Преображенська церква (споруджена 1782 року, дзвіниця відбудована 2000-го).
- Кролевецька жіноча гімназія (1912—1914), нині — школа № 5.

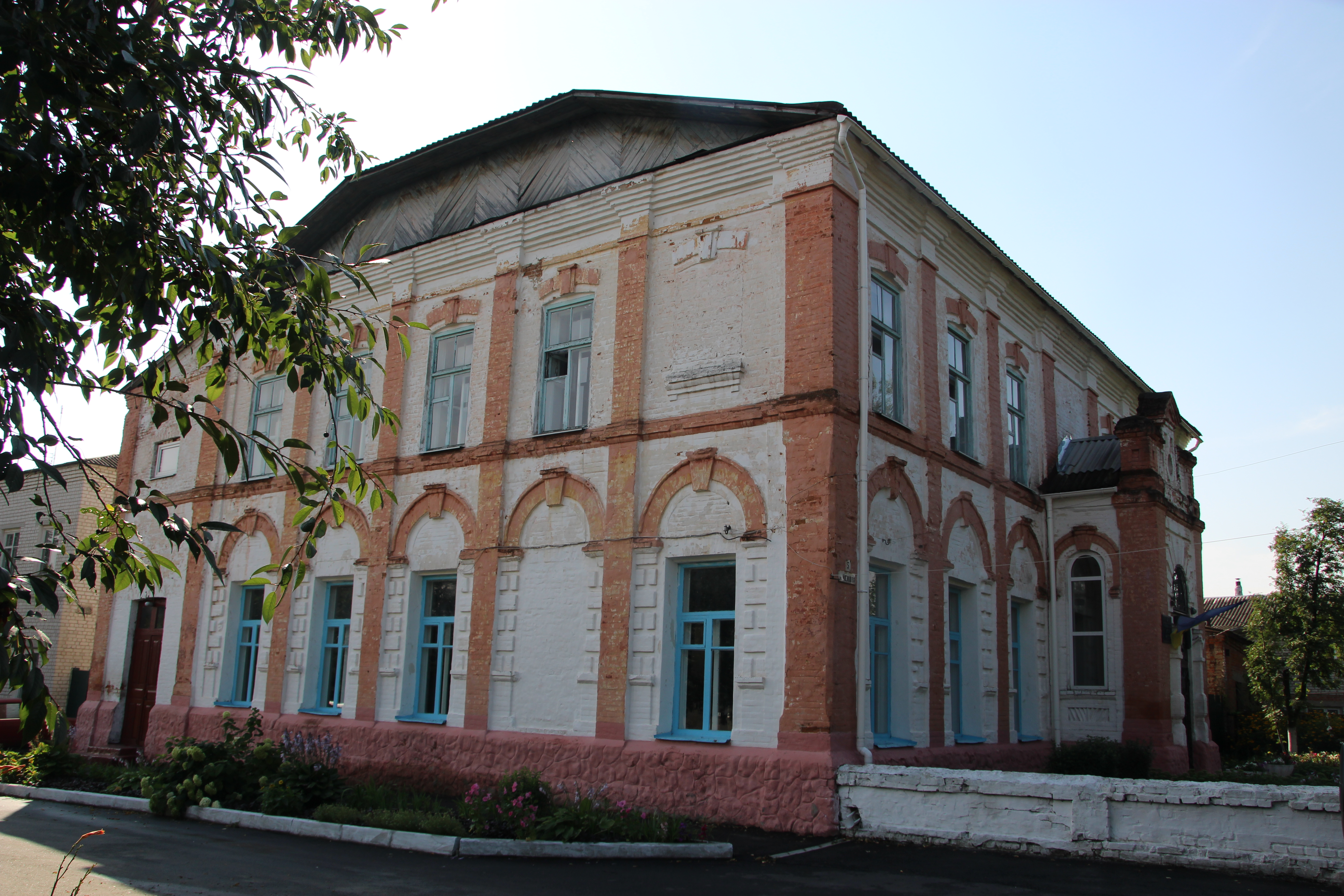
Кролевецька синагога

- Синагога (XIX ст.).

### Яблуня-колонія

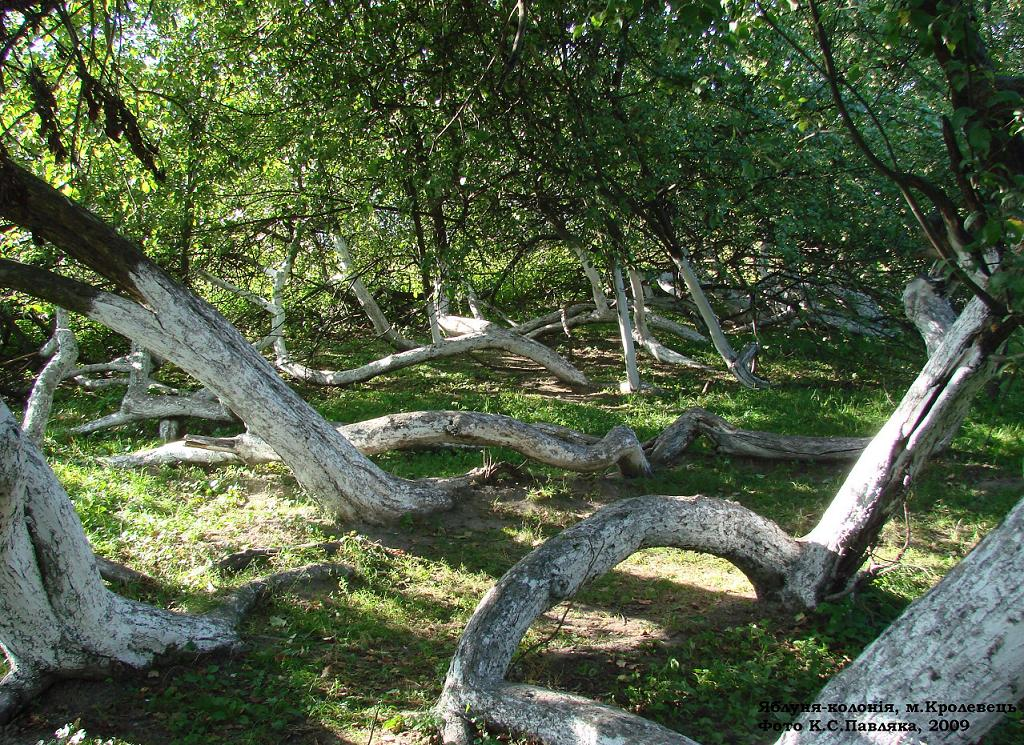
Вигляд яблуні-колонія у серпні 2009 р.

У місті розташований унікальний об'єкт природно-заповідного фонду України — ботанічна пам'ятка природи загальнодержавного значення «Яблуня-колонія». Зовні — це яблуневий кущ, орієнтовний вік якого понад 200 років.
За легендою, більше 200 років тому яблуню посадив князь Мещерський — на знак любові до своєї дружини.
Особливістю цієї яблуні є її здатність до самостійного укорінення гілками. Коли один з прирослих до землі стовбурів має відмерти, його гілки стрімко нахиляються до землі і теж приростають. У яблуні давно вже немає її первісного материнського стовбура. Тепер на площі близько 1000 квадратних метрів лежать у різних напрямках п'ятнадцять прирослих до землі стовбурів — її нащадків.
Вчені не спостерігають на цьому місці аномалій, проте всі намагання посадити подібну яблуню в іншому місці не завершились успіхом.

### Дуб-орел
Ботанічна пам'ятка природи місцевого значення дуб з унікальними параметрами по висоті та ширині крони 26×21 м. Обхват на висоті грудей 555 см, що становить діаметр 177 см, висота — близько 30 м. Орієнтовний вік — 450—500 років. Розташований у лісовому масиві неподалік с. Боцманів Реутинської сільради.

### Дубовицька криниця
У місті побутує легенда про Дубовицьку криницю, розташовану поблизу автомагістралі Київ — Москва, неподалік с. Дубовичі Кролевецького району. За народними переказами її історія сягає XVI ст. і пов'язана з образом Богоматері, ікону якої, начебто, саме в цьому місці знайшов пастух і якого засліпило сіяння її. Люди приходять до цього джерела, особливо, у десяту п'ятницю після Великодня, коли здійснюється святкова літургія.
Різні віхи історії пережила криниця. В часи атеїстичної боротьби її рівняли з землею, закидали сміттям, та люди знову розкопували, очищали цілюще джерело, і донині струменить воно й дарує людям здоров'я та силу.
2000 року з ініціативи районної державної адміністрації і районної ради за допомогою підприємств та організацій міста, громадськості району було впорядковано територію навколо цілющого джерела, зведено цямрину, накриття. 2002 року на узвишші поблизу криниці зведено каплицю.

### Садибний будинок Рудзинських

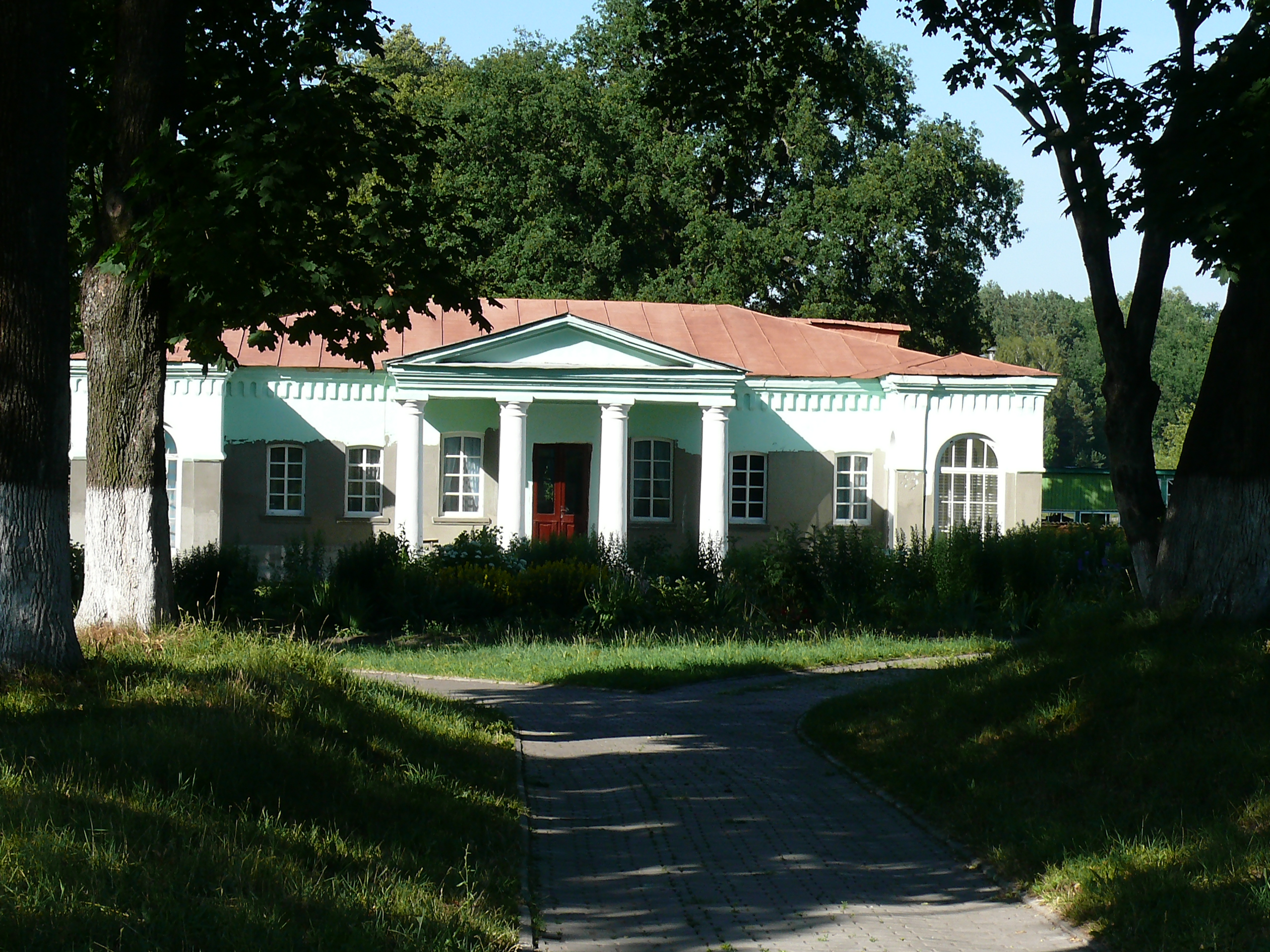
Садибний будинок Рудзинських

Є унікальним за ступенем збереженості й високими художніми якостями архітектурним типом міського дворянського садибного будинку, що до того ж має велике історико-меморіальне значення. Садибний будинок Рудзинських, пов'язаний із перебуванням у місті Тараса Шевченка.
Одноповерховий дерев'яний садибний будинок міститься на південно-східній околиці міста поблизу старовинного шляху на Глухів. Будинок стоїть на рівному місці посеред великого саду з декоративними та фруктовими деревами. Від вулиці до парадного фасаду веде пряма алея, що закінчується круглою клумбою перед портиком. За будинком униз по схилу йде левада.
Садиба у XIX ст. належала місцевим дворянам Рудзинським. Будинок збудував у 1820-х рр. (не пізніше 1830) кролевецький повітовий лікар, колезький радник Федір Павлович Рудзинський. Після його смерті 1831 р. садиба й будинок перейшли у власність до сина, ротмістра Йосипа Федоровича Рудзинського.
Останнім власником був Володимир Іванович Рудзинський, член Кролевецької міської думи, учасник визвольного руху початку XX ст. У 1920-х рр. будинок Рудзинського став своєрідним сільським клубом, у ньому проходили сільські збори, працював самодіяльний народний театр, пізніше була відкрита початкова школа. У 60-і роки XX століття на базі цього маєтку був відкритий дитячий пульмонологічний санаторій.
Будинок побудовано в архітектурних формах пізнього провінційного класицизму, з деякими впливами романтизму. Стіни будинку складені з дубових брусів, зовні й усередині потиньковані й побілені. Профілі карнизів, капітелі колон та інші елементи декору виконані в тинькувальному ліпленні. В інтер'єрі частково зберігся первісний декор: карнизи, гурти й ліплена розетка стелі.
Тарас Шевченко намалював портрет Й. Рудзинського. Внизу портрета художник написав: «Т. Шевченко. 1845 р.». У шевченкознавстві існує дві версії — перша: портрет написаний в Кролевці, інша що в Санкт-Петербурзі.

### Садибний будинок Огієвських

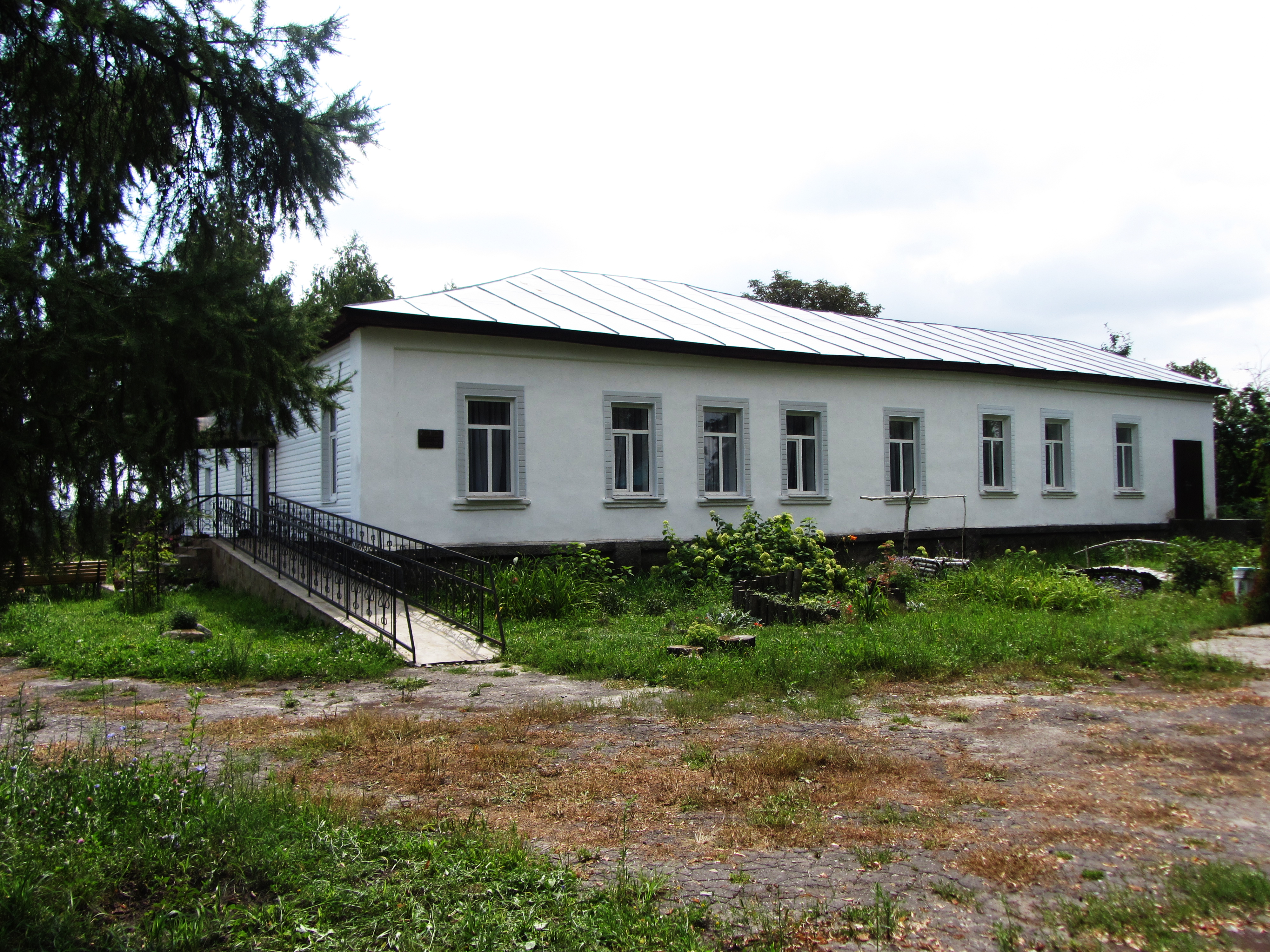
Садибний будинок Огієвських

У другій половині XIX ст. місто Кролевець, як і зараз, розташовувалося на Києво-Московському тракті і минути його було неможливо. Саме по цій дорозі і проїжджав Тарас Шевченко, коли останній раз повертався з України в Петербург. Відвідавши своїх друзів Лазаревських в с. Гирівка (нині Шевченково) Конотопського повіту і забравши братів Івана та Федора Лазаревських — поїхали далі в Кролевець, де мешкала рідна сестра Лазаревських Глафіра Матвіївна Огієвська. В їхньому будинку, розташованому на західній околиці міста, часто зупинялася рідня Глафіри Матвіївни. Тут 25 серпня 1859 р. Т. Г. Шевченко з Лазаревськими і зупинився на ніч.

## Культура
У місті діють три будинки культури: Центральний районний, Андріївський і Подолівський.
Також у місті розташована низка музеїв, серед них:
- Кролевецький краєзнавчий музей
- Музей Кролевецького ткацтва

Щороку восени в місті проходить Міжнародний літературно-мистецький фестиваль «Кролевецькі рушники». У дні його проведення районний центр перетворюється на мистецьку Мекку, а все обертається навколо вічного оберегу, на честь якого проходять виставки, зустрічі, презентації, пісенні і поетичні вечори.

## Освіта

Кролевецька ЗОШ № 5 (тут навчались Макаровець М. О., Лукаш М. О., Черняков Б. І.)

Дошкільна освіта міста представлена дитячими садками. В Кролевці їх налічується 9: дитячий садок № 1 (вул. Аеродромна, 11), № 2 (вул. Набережна, 55а), № 4 (вул. Кошового, 18), № 5 (вул. Первомайська, 4), № 6 (вул. Роменця, 17), № 7 (вул. Гвардійська, 56), № 9 «Ромашка» (вул. Петровського, 11а), № 10 «Горобинка» (вул. Петровського, 37), № 11 «Оленка» (бульвар Шевченка, 26а).
Учні міста можуть навчатися у 7-ми загальноосвітніх закладах: Кролевецька СШ I–III ст. № 1, Кролевецька ЗОШ I–III ст. № 2, Кролевецька СШ I–III ст. № 3, Кролевецький НВК № 4, Кролевецька ЗОШ I–III ст. № 5, Кролевецька ЗОШ I–III ст. № 6, Кролевецька СШ I–III ст. № 7.
Позашкільні заклади освіти: Школа мистецтв, Будинок для дітей та юнацтва, Районна дитяча юнацько-спортивна школа, Районна станція юних техніків, Районна станція юних туристів, Районна станція юних натуралістів.
Також у місті діють Кролевецьке вище професійне училище та Факультет педагогіки і психології — відділення Глухівського національного педагогічного університету.

## Об'єкти соціальної сфери
- Центральна районна лікарня
- Центральна районна бібліотека
- Три готелі
- Стадіон «Спартак»

## Релігія
- Три православних церкви УПЦ МП;
- Дім молитви Адвентистів сьомого дня (АСД);
- Дім молитви церкви «Відродження»;
- Евангельських Християн Баптистів;
- Дім молитви Християн Віри;
- Євангельської (п'ятидесятників);
- Дім молитви «Ковчег» (харизматів);
- Зал Царства свідків Єгови.

## Місцевості міста
Місто поділене на декілька місцевостей і хуторів (міських мікротопонімів):
- Андріївка
- Велика Гончарівка
- Мала Гончарівка
- Дулівка
- Загребелля
- Кошуківка
- Козин
- Кучерявий хутір
- Подолове
- Гребениківка
- Довгалівка
- Автостанція
- Проспект
- Мікрорайон вул. 8 Березня та В. Інтернаціоналістів (Радгосп або Совхоз)
- Мікрорайон вул. Франка та Осипенка (Шанхай)
- Ялинівка

## Відомі люди
Кролевець — батьківщина одного з перших українських етнографів Григорія Калиновського, який ще 1777 року видав у Санкт-Петербурзі книжку «Описание свадебных украинских простонародных обрядов, у Малой России и в Слободской Украинской губернии, также и в великороссийских слободах, населенных малороссиянами, употребляемых, сочинённое Григорием Калиновским, армейских пехотных полков, состоявших в украинской дивизии, прапорщиком». Григорій Калиновський був сином кролевецького городничого Івана Калиновського і внуком кролевецького протопопа Федора Калиновського — відомого культурного діяча Гетьманщини, члена комісії з укладення «Прав, за якими судиться малоросійський народ».
У XIX сторіччі місто відвідали та поділилися враженнями про нього у своїх творах російські письменники Іван Аксаков і Микола Лєсков.

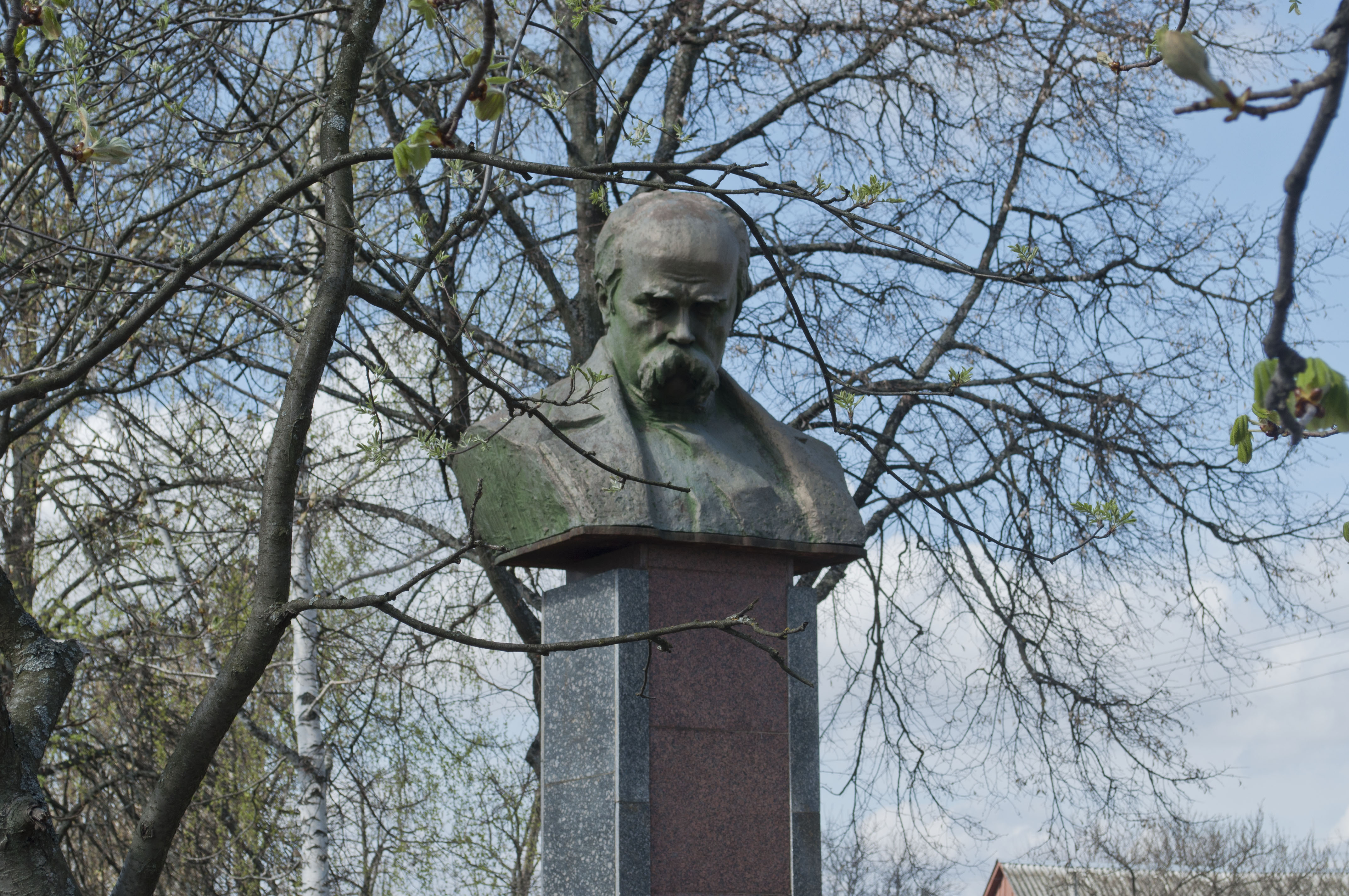
Пам'ятник Т. Г. Шевченку. м. Кролевець

1845 року в місті жив Тарас Шевченко, тут він писав портрет Йосипа Федоровича Рудзинського. Повертаючись з України до Петербурга, Шевченко 25 серпня 1859 року разом із Федором Матвійовичем Лазаревським заїхав у Кролевець до його сестри Глафіри Матвіївни Лазаревської-Огієвської. Вранці 26 серпня поет покинув місто, з Огієвською більше ніколи не бачився, але надіслав їй на згадку «Кобзар» з автографом.
Упродовж 1857—1858 років у місті не раз бувала письменниця Марко Вовчок, записувала народні пісні та прислів'я.
У місті народилися вчений-лісознавець, один із засновників лісової дослідної справи в Росії Василь Огієвський, дерматовенеролог і один з організаторів медичного відділення при Вищих жіночих курсах в Києві Сергій Томашевський, відомий педагог Тимофій Лубенець, всесвітньо відомий художник-авангардист Олекса Грищенко, видатний український перекладач Микола Лукаш та інші.
У Кролевці народився, жив і творив український радянський письменник Панас Кочура, понад 45 років прикутий хворобою до ліжка. У місті жив і працював заслужений лікар України, визнаний хірург, почесний громадянин Кролевця Пантелій Салій (1922—1990). У 1999 році на стіні Кролевецької районної лікарні встановлено меморіальну дошку на його честь, та в 2006 році названо одну з вулиць Кролевця його прізвищем.

### Уродженці міста
- Арденс (Апостолов) Микола Миколайович (1890—1974) — російський літературознавець, журналіст, педагог.
- Асєєв Георгій Георгійович (нар. 1943) — доктор технічних наук, професор.
- Бєлінський Яків Львович (1909—1988) — російський поет.
- Білецький Федір Григорович (1879—1967) — український вчений-агроном.
- Вакуленко Олександр Анатолійович (1988—2022) — молодший лейтенант збройних сил України, учасник російсько-української війни.
- Виноградов Григорій Аркадійович — Герой Радянського Союзу[22].
- Гребенюк Олексій Михайлович (1969—2018) — сержант Збройних сил України, учасник російсько-української війни.
- Гребенник Віталій Сергійович (1928—2006) — український живописець.
- Грищенко Олекса (1883—1977) — український і французький художник, письменник, мистецтвознавець.
- Гурштейн Арон Шефтелевич (1895—1941) — історик літератури на їдиш.
- Дубницький Юрій Степанович (30 січня 1901 — 9 березня 1918) — неповнолітній учасник Вільного козацтва, іноді його помилково вважають загиблим під Крутами наприкінці січня 1918 року.
- Житченко Василь Андрійович (1889—1977) — український бандурист.
- Журка Юрій Петрович (нар.1965) — український художник.
- Іванченко Іван Семенович (1902—1987) — український радянський поет.
- Івашко Андрій Олександрович (1980—2022) — український військовий, що трагічно загинув під час російського вторгнення в Україну в лютому 2022 року, Герой України.
- Калмикова Раїса Іванівна (* 1951) — майстер художнього ткацтва.
- Карпеко Олександр Олександрович (1891—1969) — український радянський педагог. Ректор Київського університету (1924—1925).
- Кобизький Іван Митрофанович (1891—1930) — військовий і громадський діяч, просвітянин, сотник Армії УНР.
- Ковтун-Станкевич Андрій Гнатович (1900—1986) — радянський воєначальник.
- Кулик Віталій Романович (2000—2022) — військовослужбовець артилерійського взводу 58-мої окремої мотопіхотної бригади Збройних Сил України, учасник російсько-української війни, що загинув під час російського вторгнення в Україну 2022 року.
- Кочура (справж. Кочур) Панас (1905—1976) — український радянський письменник.
- Лепеха Андрій Анатолійович (1969—2015) — полковник Збройних сил України, учасник російсько-української війни.
- Лубенець Тимофій Григорович (1855—1936) — педагог, діяч народної школи.
- Лукаш Микола Олексійович (1919—1988) — видатний український перекладач.
- Макаровець Микола Олександрович (нар. 1939) — совєцький російський конструктор військової техніки, Герой Росії[23].
- Маринченко Олександр Іванович (1891—1981) — український радянський архітектор.
- Масютин Федір Максимович (1879–?) — український і російський художник.
- Минтус Людмила Миколаївна (* 1959) — майстер художнього ткацтва.
- Михайлов Костянтин Миколайович (1882—1961) — піаніст та педагог, ректор Київської консерваторії в 1922—1926 роках.
- Мікеєва Ася Сергіївна (1932—2012) — майстриня художньої кераміки.
- Мосцепанов Максим Климентійович (бл. 1740 — бл. 1800) — український архітектор, будівничий садиб у Качанівці та Вишеньках.
- Огієвський Василь Дмитрович (1861—1921) — російський лісознавець.
- Олійник Ярослав Олегович — солдат Збройних Сил України, учасник російсько-української війни, що загинув під час російського вторгнення в Україну.
- Омельченко Федір Захарович (1865—1924) — патоморфолог, професор.
- Павло Таганрозький (Стожков Павло Павлович) (1792—1879) — святий Російської Православної Церкви.
- Ракоїд Валентина Олексіївна (нар. 1946) — українська майстриня художнього ткацтва.
- Рево Михайло Васильович (1889—1962) — мікробіолог.
- Редькін Андрій Петрович (1875—1966) — почесний академік ВАСГНІЛ, Герой Соціалістичної Праці.
- Самусь Микола Данилович (1904–?) — український письменник, літературознавець.
- Скубачевський Гліб Семенович — конструктор авіаційних двигунів, професор.
- Томашевський Сергій Петрович (1854—1919) — видатний дерматовенеролог.
- Філофей (Лещинський Рафаїл Богуславович), у схимі Феодор (1650—1727) — митрополит Тобольський і Сибірський, святитель. Просвітитель Сибіру, започаткував духовну освіту в Сибірському краю.
- Цимбал Василь Тимофійович (1916—1943) — Герой Радянського Союзу, головний старшина, командир відділення 386-го Окремого батальйону морської піхоти Чорноморського флоту[24].
- Цимбал Тарас Володимирович — соціолог.
- Цимбал Ярина Володимирівна — літературознавиця.

## Цікаві факти
- Оскільки в польськомовній традиції сучасне місто Калінінград також називалося «Кролевець» («Królewiec») як переклад німецької назви «Кенігсберг», козацькі літописці та канцеляристи для уникнення плутанини називали Кенігсберг «Кролевець Прусський». Схожість назв досі викликає дрібні непорозуміння в інтерпретації історичних документів.
- Через те, що Кролевець не отримав підтвердження свого магдебурзького права від московських царів, але його населення бажало користуватися привілеями самоврядування, міські органи мусили до середини XVIII століття користуватися початковим гербом і печаткою з написом латинською мовою і титулом польського короля, хоча вже близько сто років підпорядковувалися московській владі[25].
- Місто тричі відвідували чинні монархи Російської імперії та Речі Посполитої, зокрема в 1664 король Речі Посполитої Ян II Казимир, в 1744 році — імператриця Російської імперії Єлизавета Петрівна та в 1840-х роках — імператор Російської імперії Микола I.
- Протягом 1926—1928 років у Кролевці від радянської влади переховувався російський релігійний письменник-містик Сергій Нілус, відомий як перший російський видавець (та, можливо, автор або перекладач) всесвітньовідомої антисемітської фальшивки «Протоколи Сіонських мудреців»[26].
- Новою місцевою «фішкою» є вражаючий рецепт кролевецького борщу. До його складу входить «місцевий» інгредієнт, який є справжньою гордістю та пам'яткою Кролевця — плоди «Княжої яблуні» (яблуні-колонії). До складу цієї смачної автентичної страви входить декілька видів м'яса, запечений цукровий та червоний буряк, свіжі та сушені білі гриби, селера, ягоди терену, солодкий перець, тушкований з томатами та пікантна копчена паприка.[27][28]
- Княжа яблуня (яблуня-колонія) — ботанічна пам'ятка природи загальнодержавного значення.